# Distretto di Wiang Kaen
Il distretto di Wiang Kaen (in thailandese: เวียงแก่น) è un distretto (amphoe) della Thailandia, situato nella provincia di Chiang Rai.